# Nissan Skyline (R34)
Pour les articles homonymes, voir R34.
La Nissan Skyline R34 est la 10e génération du modèle Skyline. Elle est lancée au Japon en mai 1999.

## Description
La Skyline R34 est une automobile berline 4 portes, souvent retenue pour la déclinaison GT-R (BNR34) coupé 2 portes sportif haut de gamme. Cette génération de Skyline est majoritairement commercialisée au Japon, à l'exception de quelques modèles GT-R (BNR34) importés officiellement dans quelques pays tels que le Royaume-Uni et l'Australie, et uniquement disponible en conduite à droite.
La Skyline R34 a été remplacée en 2002 par la Skyline V35, vendue aux États-Unis et en Europe sous la marque Infiniti, avec le modèle G35/37/25.

## Modèles

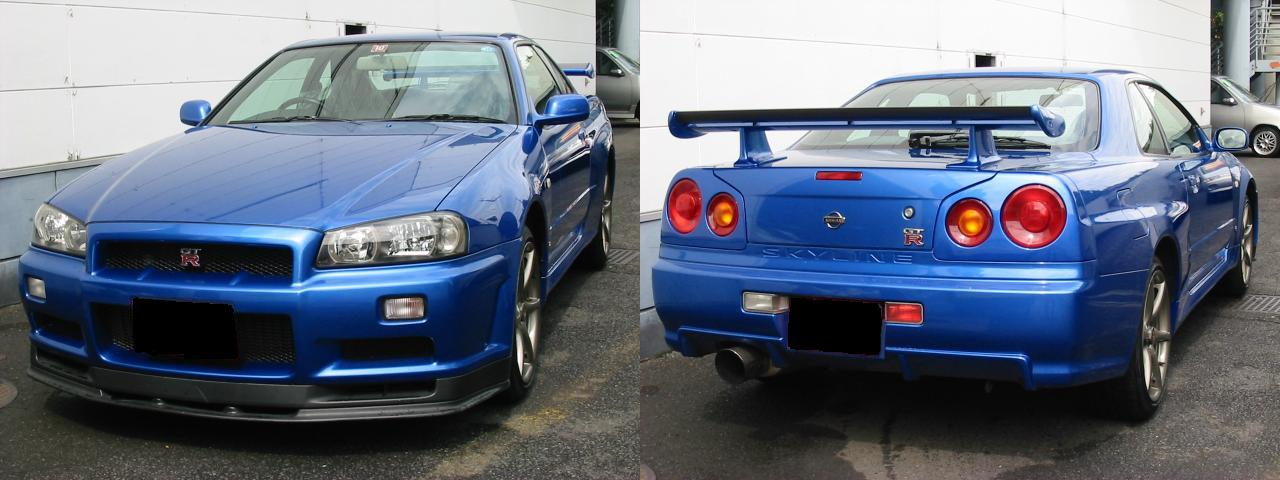
GT-T.

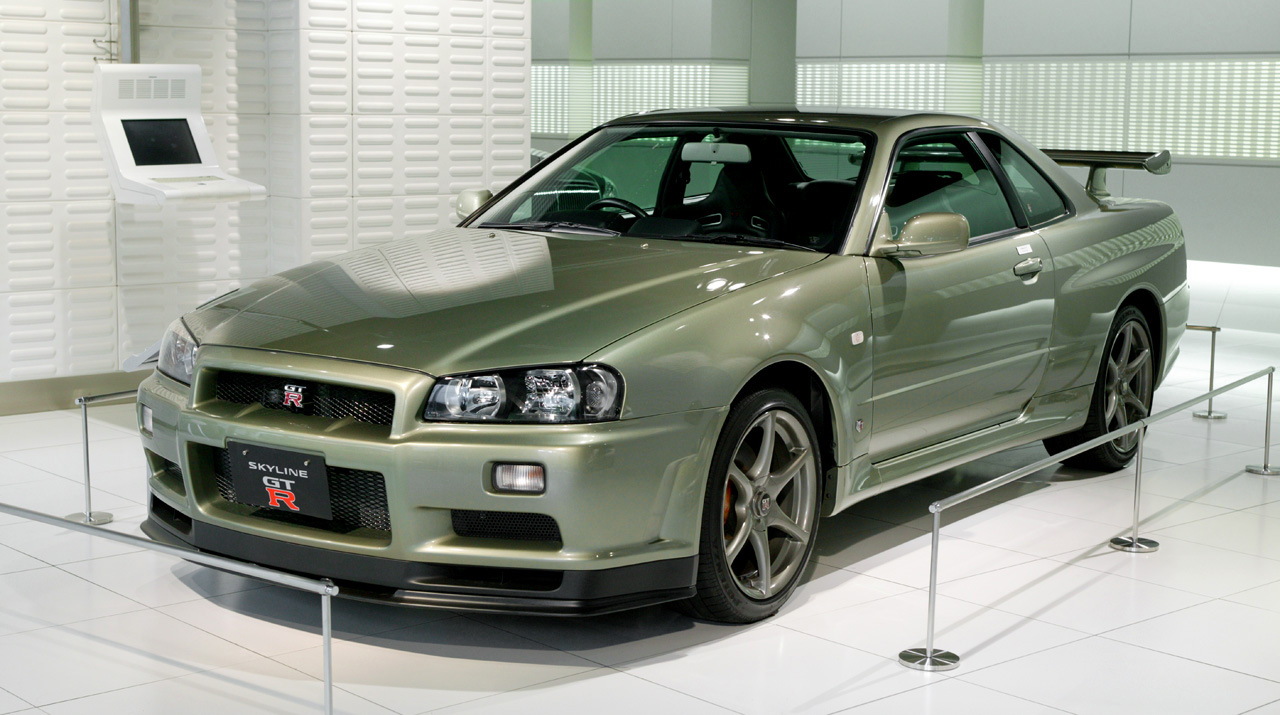
GT-R Nür numérotée 001.

Tous les modèles sont équipés du moteur RB Nissan 6 cylindres en ligne, présent dans trois cylindrées.
- GT (HR34) - 4 roues motrices, moteur RB20DE NEO (2,0 L), 155 ch (114 kW) à 6 400 tr/min et 186 N m à 4 400 tr/min
  - Berline : manuelle : 1 360 kg, automatique : 1 380 kg.
  - Coupé : manuelle : 1 330 kg, automatique : 1 380 kg.
- 25GT (GF-ER34) - propulsion, moteur RB25DE NEO (2,5 L), 200 ch (147 kW) à 6 000 tr/min et 255 N m à 4 000 tr/min
  - Berline : manuelle : 1 370 kg, automatique : 1 400 kg.
  - Coupé : manuelle : 1 340 kg, automatique : 1 370 kg.
- 25GT-X (GF-ER34) - propulsion, moteur RB25DE NEO (2,5 L), 200 ch (147 kW) à 6 000 tr/min et 255 N m à 4 000 tr/min
  - Berline automatique : 1 400 kg.
- 25GT-T (GF-ER34) - propulsion, moteur RB25DET NEO (2,5 L), 280 ch (205,7 kW) à 6 400 tr/min et 350 N m à 3 200 tr/min
  - Coupé : manuelle : 1 410 kg, automatique : 1 430 kg.
- 25GT Four Berline (GF-NR34) - 4 roues motrices, RB25DE NEO (2,5 L), 200 ch (147 kW) à 6 000 tr/min et 255 N m à 4 000 tr/min
  - Berline : manuelle : 1 480 kg, automatique : 1 490 kg.
  - Coupé : manuelle : 1 450 kg, automatique : 1 460 kg.
- GT-R (BNR34) - 4 roues motrices, 2.6 L RB26DETT twin-turbo 6-cylindres en ligne, 331 ch (244 kW) (280 ch mesurés aux roues motrices).
  - GT-R V-Spec
  - GT-R V-Spec II
  - GT-R V-Spec N1
  - GT-R M-Spec
  - GT-R V-Spec II Nür
  - GT-R M-Spec Nür
  - GT-R Z-Tune

### Nismo Z-Tune
Nismo, la division performance de Nissan, prépare, entre 2003 et 2007, dix-neuf modèles GT-R (BNR34) pour en faire des GT-R Z-Tune. Cette version finale du modèle développe 500 ch pour 540 N m de couple, les moteurs RB26DETT des modèles GT-R utilisés sont réalésés à 2 771 cm3, ces moteurs sont alors numérotés avec la mention Z2, ils sont donc appelés « RB28Z2 ».

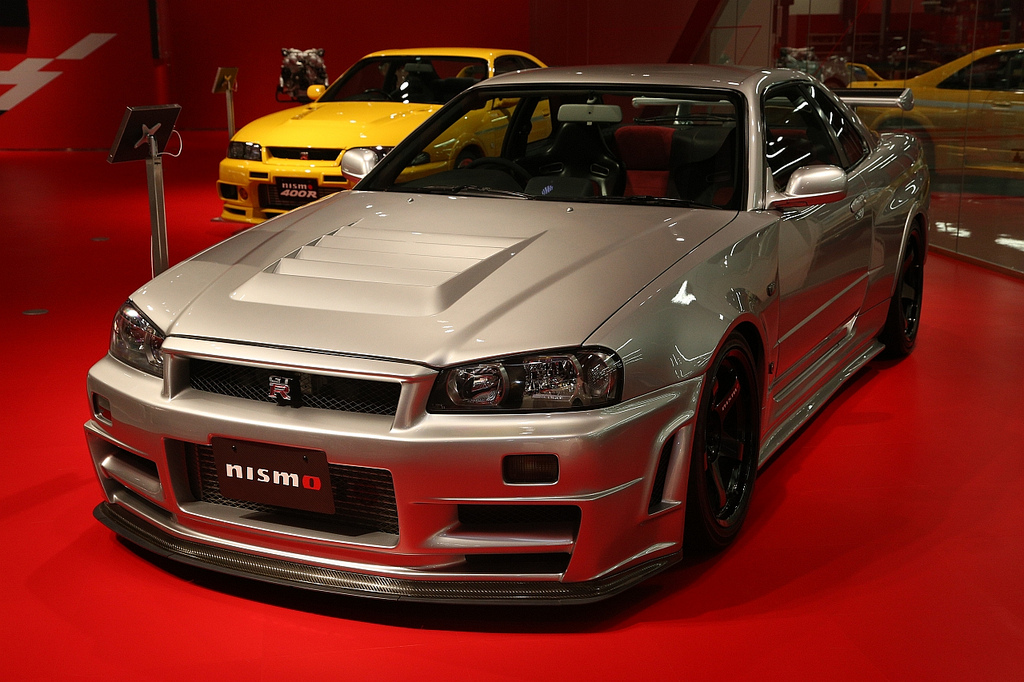
Nissan GT-R Z-tune chez Nismo.

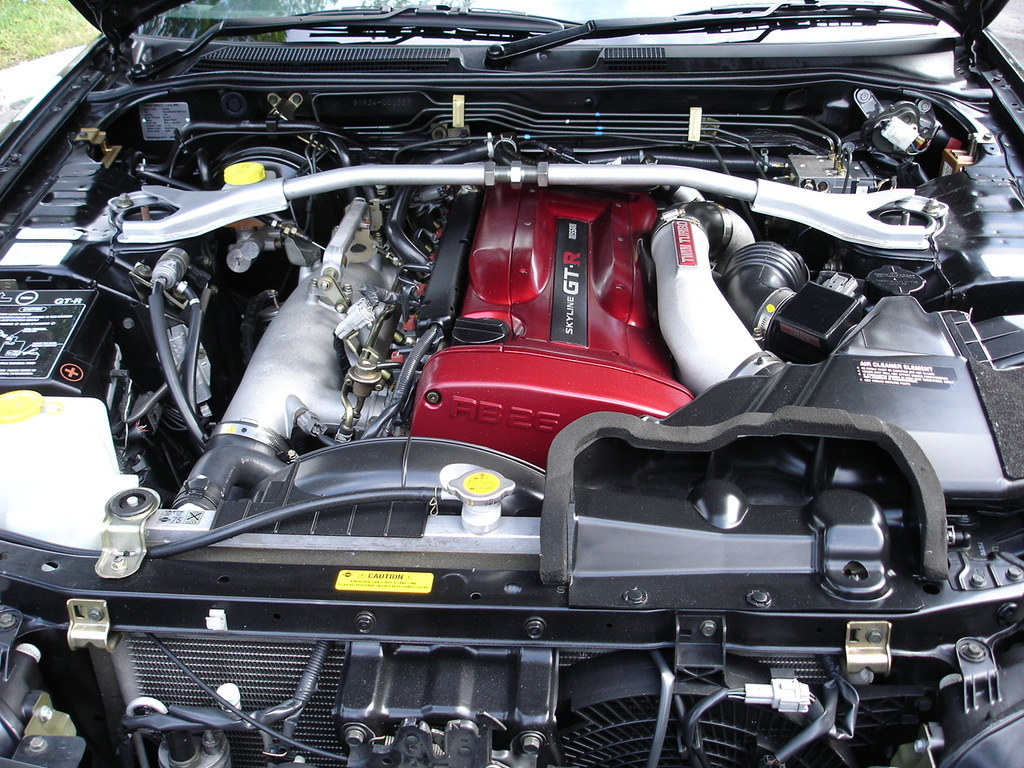
Moteur RB26DETT de la R34.